# Paramelomys rubex
Paramelomys rubex is een knaagdier uit het geslacht Paramelomys dat voorkomt in de bergen van Nieuw-Guinea, van 900 tot 3000 m hoogte. Zijn nauwste verwanten zijn P. platyops en P. steini (de laatste werd vroeger binnen P. rubex geplaatst). Na Rattus niobe en zijn verwanten is P. rubex vaak het meest algemene knaagdier in de bergen. Doordat hij geïsoleerd is op verschillende bergen, is er een grote variatie, voornamelijk in vachtkleur. Het dier slaapt in ondergrondse holen, maar leeft ook in bomen. Er worden twee (of soms één) jongen tegelijk geboren. Het dier schijnt niet erg vruchtbaar te zijn. Waarschijnlijk gebruiken vrouwtjes niet-overlappende territoria van ongeveer een halve hectare. Door de Telefol (Sandaun Province) wordt hij "ingat" genoemd, door de Daribi (Chimbu Province) "kolobo sene", door de Tavade (Central Province) "kenome", door de Mianmin (Sandaun Province) "briazu", door de Hatam (Arfakgebergte, Irian Jaya) "amuk" en door de Dani van het Kwiyawagi-gebied in Irian Jaya "tuni".
P. rubex is een vrij kleine soort, met korte, smalle achtervoeten. De vacht is zacht en wollig. De rug is meestal grijsbruinachtig, de onderkant grijs, met witte haarpunten. Soms zit er een oranje band over de flanken. De lange staart is van boven donker en van onder licht. Uit elke schub komt één haar. De kop-romplengte bedraagt 94 tot 145 mm, de staartlengte 96 tot 140 mm, de achtervoetlengte 23.7 tot 33.0 mm, de oorlengte 11 tot 19.3 mm en het gewicht 31 tot 57 gram. Vrouwtjes hebben 0+2=4 mammae.